# Emberiza socotrana
Emberiza socotrana là một loài chim trong họ Emberizidae.